# Pseudocercospora phyllanthi
Pseudocercospora phyllanthi är en svampart som först beskrevs av Chupp, och fick sitt nu gällande namn av Deighton 1976. Pseudocercospora phyllanthi ingår i släktet Pseudocercospora och familjen Mycosphaerellaceae.   Inga underarter finns listade i Catalogue of Life.